# Abram de Swaan
Abram de Swaan (Amsterdam, 8 januari 1942) is een Nederlands socioloog. Hij is emeritus hoogleraar van de Universiteit van Amsterdam, en daarbuiten vooral bekend van columns en essays in onder meer NRC Handelsblad. Van 2000 tot 2007 had De Swaan de functie universiteitshoogleraar.

## Levensloop
Hij is zoon van Meik de Swaan en feministe Henny de Swaan-Roos. Zijn zuster Carrie de Swaan maakte documentaires.
De Swaan studeerde politicologie aan de UvA en aan twee Amerikaanse universiteiten: Yale en Berkeley. Hij was redactielid van het Amsterdamse studentenblad Propria Cures (1963-'65) en van De Gids. 
In 1965 schreef de Swaan in Propria Cures als parodie op de nieuwe schrijfstijl van het weekblad Haagse Post een artikel over de kruisiging van Jezus Christus. Bij het artikel stond een foto van hemzelf met een lederen jasje en sigaret, beschenen door een bureaulamp. Het onderschrift vermeldde: "De 33-jarige timmermanszoon Jezus "Ik kom" van Nazareth in gesprek met PC's A. de Swaan." De Swaan bedoelde het als grap, maar toen het blad in het Zeeuwse stadje Tholen terechtkwam, herkende men daar de tekst niet als parodie van een nieuwe schrijfstijl, maar zag deze als bespotting van Jezus. Er ontstond een storm van protest en De Swaan werd voor de rechter gedaagd. Hij moest 100 gulden boete betalen, die zijn oom voor hem voldeed. Het bedrag dat hij en zijn collegastudenten opstreken met de verkoop van het blad ging naar het anti-apartheidsfonds.
In 1968 debuteerde hij met "Amerika in termijnen; een ademloos verslag uit de USA".
In 1973 promoveerde hij cum laude op het onderwerp coalitievorming en werd hij lector, in 1977 werd hij hoogleraar. Tussendoor studeerde hij psychoanalyse en hij werkte daadwerkelijk als psychotherapeut van 1973 tot 1984. In 1979 publiceerde hij "Het spreekuur als opgave" over dit onderwerp. Ook heeft hij verschillende gasthoogleraarschappen aan buitenlandse universiteiten bekleed. De Swaan is lid van de Koninklijke Nederlandse Akademie van Wetenschappen.
Aan de Universiteit van Amsterdam was hij met Joop Goudsblom een van de pleitbezorgers van de theorieën van Norbert Elias. Hij combineerde diens figuratiesociologie met rationele keuze-theorieën in zijn magnum opus In care of the state (1988, in 1989 vertaald als Zorg en de staat), over het ontstaan van allerlei verzorgingsarrangementen in vijf westerse landen. De poging tot overbrugging van de kloof tussen beide theorieën leverde hem behalve veel lof echter ook kritiek van beide zijden op. Zijn interesse voor de toenemende globalisering leidde onder meer tot de studie Woorden van de wereld; het mondiale talenstelsel (2002).
De Swaan heeft ook vele jaren een column in NRC Handelsblad gehad. Deze zijn in 1991 gebundeld in Perron Nederland en in 1997 in Blijven kijken. Nog steeds schrijft hij met enige regelmaat essays.
Op 14 december 2007 kreeg hij de P.C. Hooft-prijs 2008 voor zijn volledige oeuvre omdat hij volgens de jury "zowel over ingewikkelde als over simpele zaken schrijft in glasheldere en lenige taal, waar het plezier in het schrijven vanaf vonkt." In hetzelfde jaar verscheen ook een liber amicorum voor De Swaan onder redactie van Annet Mooij, David Bos en Sonja van ’t Hof, Grenzeloos nieuwsgierig: opstellen voor en over Abram de Swaan. Amsterdam: Bert Bakker, 2007, p. 198-207.
De Swaan was onder meer gehuwd met schrijfster Ellen Ombre, met wie hij een zoon heeft. Later was hij de partner van onderzoeker en documentairemaker  Cindy Kerseborn (1956–2019).
De Swaan is bruine band karateka, 2e kyu (Genwakai)